# 神宮寺 (長野県軽井沢町)
神宮寺（じんぐうじ）は、長野県北佐久郡軽井沢町にある真言宗智山派の寺院。山号は表白山、院号は釈迦院。本尊は大日如来。碓氷峠にある熊野神社の別当寺であった。

## 歴史
元々は、旧碓氷峠の熊野神社付近にあったが、寛文2年（1662年）に現在の地に移されたという。